# 上田丸子電鉄モハ310形電車
上田丸子電鉄モハ310形電車（うえだまるこでんてつモハ310がたでんしゃ）は、上田丸子電鉄（後の上田交通）に在籍した電車（制御電動車）である。
本形式はモハ311・312の2両が在籍し、ともに日本車輌製造製の全長12m級・片隅運転室・ガソリンカー改造の半鋼製ボギー車であるが、それぞれの出自は異なる。

## 概要

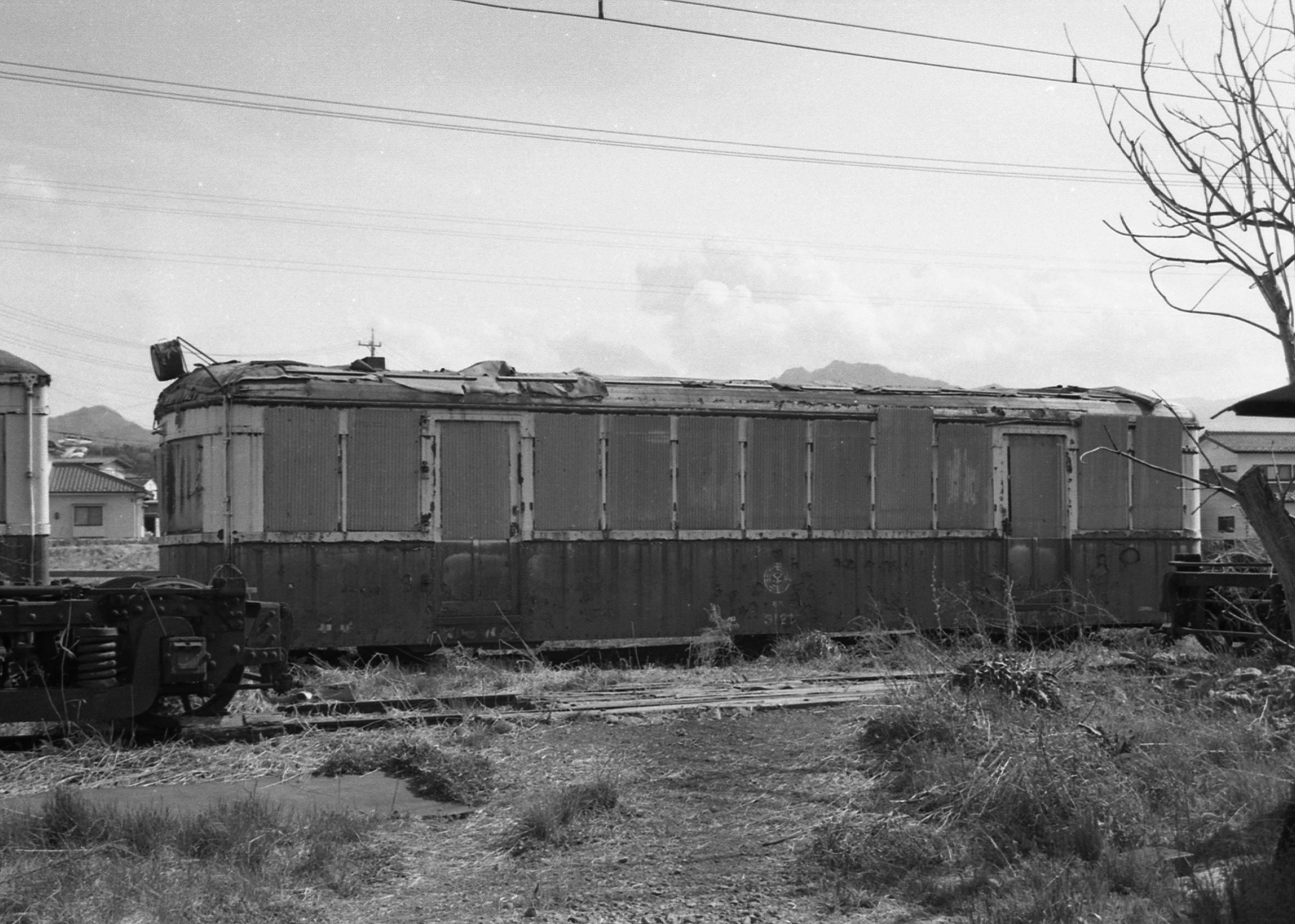
上田交通3121。廃車後上田原で倉庫として利用されているときの姿

### モハ311
善光寺白馬電鉄が1936年（昭和11年）に新製したガソリンカーであるゼ100形100を前身とする。同社路線が戦時中に不要不急線に指定されて運行休止となった1944年（昭和19年）に上田丸子電鉄へ譲渡されたが、同車が上田丸子電鉄における初の中古車購入事例である。同車はキハ300形301として丸子線に投入されたが、戦時中 - 戦後まもなくのガソリン不足により付随車代用となった。1948年（昭和23年）に相模鉄道より同社モハ1形の廃車発生品である主電動機・台車を購入して電車化しモハ310形311と改称・改番された。
外観は前面が丸妻の2枚窓、側面の窓配置は2D7D2で、同時期に製造された神中鉄道キハ30形（後に1両が東武鉄道経由で上田丸子に転じ、サハ27となった）などと同様の外観を備える。

### モハ312
1934年（昭和9年）に丸子線の前身である丸子鉄道が発注したガソリンカー・キハ1形1を前身とする。同社の路線は1923年（大正12年）に電化されていたが、当時急速に勢力を伸ばしていた路線バスに対抗し停電の時でも運転が出来るようにするために購入したものである。当時丸子鉄道が保有した電車は全て木造ボギー電車であったため、同社にとって初の鋼製車両でもあった。上田電鉄と丸子鉄道の戦時合併によって上田丸子電鉄が設立された後も丸子線において運用されたが、丸子鉄道末期から戦後まもなくにかけてこちらもガソリン不足からサハ代用として使用されることとなった。1948年（昭和23年）に上記キハ300形と同様の手法をもって電車化改造を実施し、モハ310形モハ312と改称・改番された。
外観は前面が平妻の2枚窓、側面の窓配置はd2D5D3の佐久鉄道のキホハ(新車時の車体にはキホハニとある)56・57と同型車で、片隅運転台ながら運転室扉を装着しており、それは客用扉ほどでないが幅広のサイズで異彩を放っていた。

## 運用
2両とも当初は丸子線で使用され、1950年（昭和25年）の一斉改番によりモハ3120形3121・3122と改称・改番された。
1955年（昭和30年）に西丸子線の4輪単車を淘汰する目的で同路線へ転属、1961年（昭和36年）の西丸子線営業休止後は別所線に転籍し、1969年（昭和44年）まで使用されている。
1967年（昭和42年）にサハ20形22が事故廃車となったため、補充としてモハ3122を電装解除・付随車化しサハ22（2代）と改番した。残存したモハ3121が1969年（昭和44年）に廃車となったことよりモハ3120形は形式消滅した。
モハ3121は廃車後上田原駅近くの車両工場で倉庫として活用された。倉庫とは言っても業務目的ではなく、廃止となった丸子線の記念品、写真を展示していた。また1972年（昭和47年）にはモハ3122の後身であるサハ22（2代）も廃車後に同所で倉庫となった。こちらは真田傍陽線の記念品、写真を展示していた。両車とも下之郷駅に車両工場が移転した1986年（昭和61年）まで倉庫として使用されるが、跡地の整備に手間取ったため、解体されたのは1990年代に入ってからだった。車内に展示してあった記念品は別所温泉駅で保存のモハ5250形に移され、さらにその一部は下之郷駅の西丸子線駅舎内（通常非公開）に移されている。